# Ömer Çelik

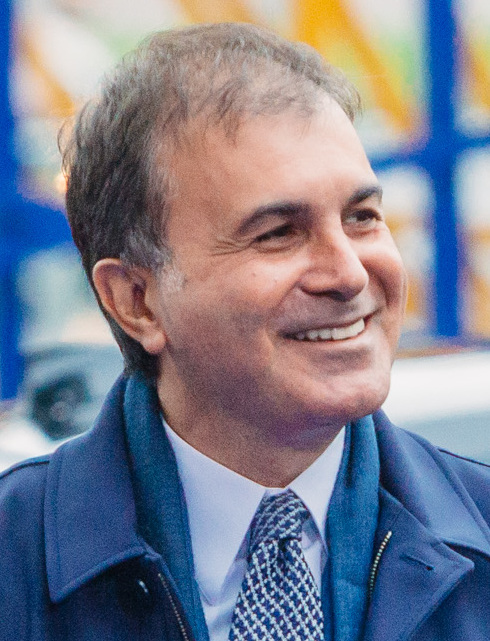
Ömer Çelik (2015)

Ömer Çelik (* 15. Juni 1968 in Adana) ist ein türkischer Politologe, Journalist, Politiker und seit August 2018 Sprecher der Partei für Gerechtigkeit und Aufschwung (AKP). Im Kabinett Yıldırım war er als türkischer EU-Minister und somit auch Chefverhandler der Beitrittsverhandlungen der Türkei mit der Europäischen Union tätig.

## Leben
Çelik absolvierte ein Studium an der Abteilung für Staatsverwaltung der Fakultät für Wirtschaftswissenschaften und Verwaltungswissenschaften an der Gazi Üniversitesi in Ankara. Seinen Hochschulabschluss erhielt er im Bereich Politikwissenschaft an der Fakultät für Sozialwissenschaften der Ankara Üniversitesi. Als Kolumnist war Ömer Çelik in den Zeitungen Yeniyüzyıl, Star und Sabah tätig. Er ist politischer Berater des Vorsitzenden der AKP. Çelik war in der 22. Legislaturperiode Abgeordneter der Großen Nationalversammlung der Türkei für die Provinz Adana und ist in der 23. Legislaturperiode ebenfalls Abgeordneter derselben Provinz.
Anfang 2013 wurde er vom türkischen Ministerpräsidenten Recep Tayyip Erdoğan in sein Kabinett einberufen. Er löste den damaligen Minister für Kultur und Tourismus Ertuğrul Günay ab.
Am 24. Mai 2016 wurde er als türkischer Europaminister vorgestellt. Seit August 2018 ist er AKP-Sprecher.